# Цветной бекас
Цветной бекас (лат. Rostratula benghalensis) — вид птиц из семейства цветных бекасов (Rostratulidae).

## Описание и биология
Небольшой кулик с прямым длинным клювом и с широкими короткими крыльями. Размер птицы 19—24 см. Длина крыла 11,5—14,75 см, хвоста 4—5 см, клюва 4—5,1 см, плюсны 4—4,5 см. Оперение бурое, с пестринами. Радужина жёлтая у самцов и белая у самки. Горло, зоб и шея у самки каштанового цвета. Брюхо белое, на плече проходит белого цвета поперечная полоска, переходящая в жёлтую вдоль спины. Первостепенных маховых перьев 10, первое из них сильно редуцировано. Рулевых перьев 14—16. Хвост короткий. Пальцы ног длинные и тонкие, без плавательной перепонки. Задний палец хорошо развитый, но значительно короче передних.
Ведёт сумеречный или ночной образ жизни. Предпочитает в основном тростниковые болота, рвы с густой растительностью и мангровые заросли. Встречается одиночно или в небольших стаях и гнездится почти в течение всего года. Всеядная птица, но предпочитает водных насекомых и ракообразных.
Гнездо строит самец. Оно плоское и хорошо замаскированное на местности. В кладке от 2 до 6 яиц. Скорлупа яиц светло-бурая с тёмными пятнами. Высиживает яйца и ухаживает за птенцами самец.

## Ареал
Широко распространён в Африке (от крайнего юга до Сахары на севере и низовьев реки Нил) и южной Азии (от Ирака до восточной части Китая и Северной Кореи).
В России, как залётный, вид отмечался в Приморском крае. Впервые был добыт в 1909 году в Приморье, в урочище Славянка нижнего течения реки Адими. Поэтому вид был включён в списки птиц России и СССР. Другие встречи вида были отмечены в 1959 году: в заповеднике Кедровая Падь и в Лазовском заповеднике. В 1960 году отмечен в районе порта Находка.